# كاباليرونية تشيجيانغية
كاباليرونية تشيجيانغية (الاسم العلمي: Burkholderia zhejiangensis) هي نوع من البكتيريا، سلبية الغرام، تتبع جنس البيركهولدرية.